# 大艦隊
大艦隊（英語：Grand Fleet）是英國皇家海軍於第一次世界大戰前不久建立的一支主力艦隊，母港在斯卡帕灣的奧克尼群島，為當時世界上最強大的一支艦隊，主要假想敵為德國海軍的「公海艦隊」。「大艦隊」成立於1914年8月，由「第一艦隊」與「本土艦隊」的「第二艦隊」之一部為基幹，加上三十多艘當時最先進的戰艦組成。第一次世界大戰期間，「大艦隊」在整場戰爭扮演舉足輕重的角色，維持著英國的海上霸權，存在期間先後共有兩任司令——約翰·傑利科與大衛·貝蒂。
德國海軍自知與英國海軍在數量上處於劣勢，故透過各種方式想要引出「大艦隊」的一部份，將其消滅以拉近實力差距，而第一任司令的傑利科自知其「大艦隊」的任務乃維持北海的海上優勢，故不冒險輕易出兵，最終，在1916年爆發了當時最大規模的戰艦決戰——「日德蘭海戰」，與德方設想不同，此次是「大艦隊」全部兵力傾巢而出，儘管戰鬥結果顯示德軍在船體設計與戰術有著優勢，但依舊沒有改變德國海軍被封鎖於北海的困境，德國依舊受到嚴密的海上封鎖。然而，由於傑利科的謹慎態度招致批評，使他不久後失去了大艦隊司令的職務，由戰鬥巡洋艦艦隊司令貝蒂繼任，但也未改以封鎖為主的策略。
1918年，「公海艦隊」的水手不願意在德國海軍的命令下前去與「大艦隊」決戰，引發蔓延到全國的反戰兵變，從而結束了戰爭。大艦隊後於1919年4月被解散，部份兵力併入新生的「大西洋艦隊」。

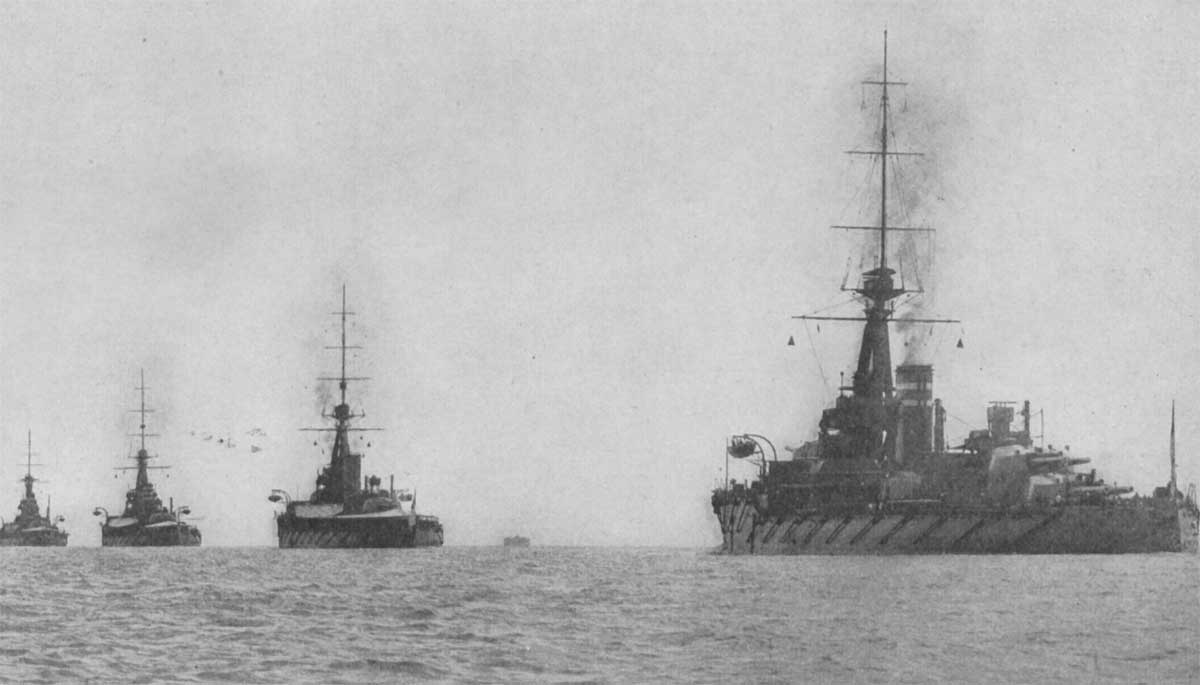
1914年，並行中的「大艦隊」第二戰艦分艦隊